# Арутюнян, Лилит
Лилит Арутюнян (арм. Լիլիթ Հարությունյան; род. 4 апреля 1993, Гюмри) — армянская легкоатлетка, специалистка по барьерному бегу и спринту. Выступала за сборную Армении по лёгкой атлетике в 2010-х годах, победительница и призёрка первенств национального значения, действующая рекордсменка страны в беге на 400 метров с барьерами и беге на 800 метров в помещении, участница летних Олимпийских игр в Рио-де-Жанейро.

## Биография
Лилит Арутюнян родилась 4 апреля 1993 года в городе Гюмри Ширакской области. Происходит из спортивной семьи — отец в своё время занимался борьбой, мать — настольным теннисом и баскетболом.
Заниматься лёгкой атлетикой начала в возрасте 13 лет. Впоследствии проходила подготовку под руководством мужа и свекрови. Есть дочь Виктория.
Регулярно принимала участие в различных легкоатлетических турнирах начиная с 2010 года, в частности в этом сезоне вошла в состав армянской национальной сборной и выступила на летних юношеских Олимпийских играх в Сингапуре.
В феврале 2016 года на зимнем чемпионате Балкан в Стамбуле установила ныне действующий национальный рекорд Армении в бега на 800 метров в закрытых помещениях — 2:09,70. Позже одержала победу в беге на 400 метров с барьерами на чемпионате Армении в Арташате, так же установив национальный рекорд в данной дисциплине — 56,15. Выполнив олимпийский квалификационный норматив, удостоилась права защищать честь страны на летних Олимпийских играх в Рио-де-Жанейро, однако в программе барьерного бега на 400 метров не смогла пройти дальше предварительного квалификационного этапа.
После Олимпиады в Рио Арутюнян осталась в составе армянской легкоатлетической команды и продолжила принимать участие в крупнейших международных стартах. Так, в 2017 году она выиграла бронзовые медали в беге на 800 и 1500 метров в третьей лиге командного чемпионата Европы, стартовала на дистанциях 400 и 800 метров на Играх франкофонов в Абиджане.
Её старшая сестра Кристине Арутюнян тоже добилась больших успехов в лёгкой атлетике, участвовала в Олимпиаде 2012 года в Лондоне.